# 浅野四十二万石
浅野四十二万石（あさのよんじゅうにまんごく）とは、広島県広島市中区千田町の浅野四十二万石本舗御菓子処天光堂で製造販売されている和菓子で、広島県の土産菓子として知られる。
「かすまんじゅう」とも呼ばれるカステラ様の薄皮に包まれた、餡入りの焼き饅頭で、赤餡入りと白餡入りがある。広島藩浅野家の家紋である浅野違い鷹の羽紋が、紅白2種類の包装紙に印刷されている。

## 概要
天光堂は1931年（昭和6年）に広島市で創業。
1934年（昭和9年）から浅野四十二万石の製造販売を始め、1951年（昭和26年）に商標登録を完了した。
1957年（昭和32年）には、広島藩浅野家第16代目当主の浅野長武氏が店舗を訪問している。
浅野四十二万石は、クルミとピーナッツが皮に使われた饅頭である「あきもみじ」、チョコレートコーティングされたもみじ饅頭をブランデーシロップに漬けこんだ「ほろ酔いもみじ」などとともに、天光堂の代表的な銘菓となっており、直営店舗である本店、古江店とインターネットショップの他、舟入南のバンフルート店、福屋八丁堀本店・福屋広島駅前店などの百貨店、ゆめタウン広島などのショッピングセンター、山陽自動車道小谷サービスエリア（上り線）、本通りの長崎屋などで手に入る。